# Carrello d'atterraggio

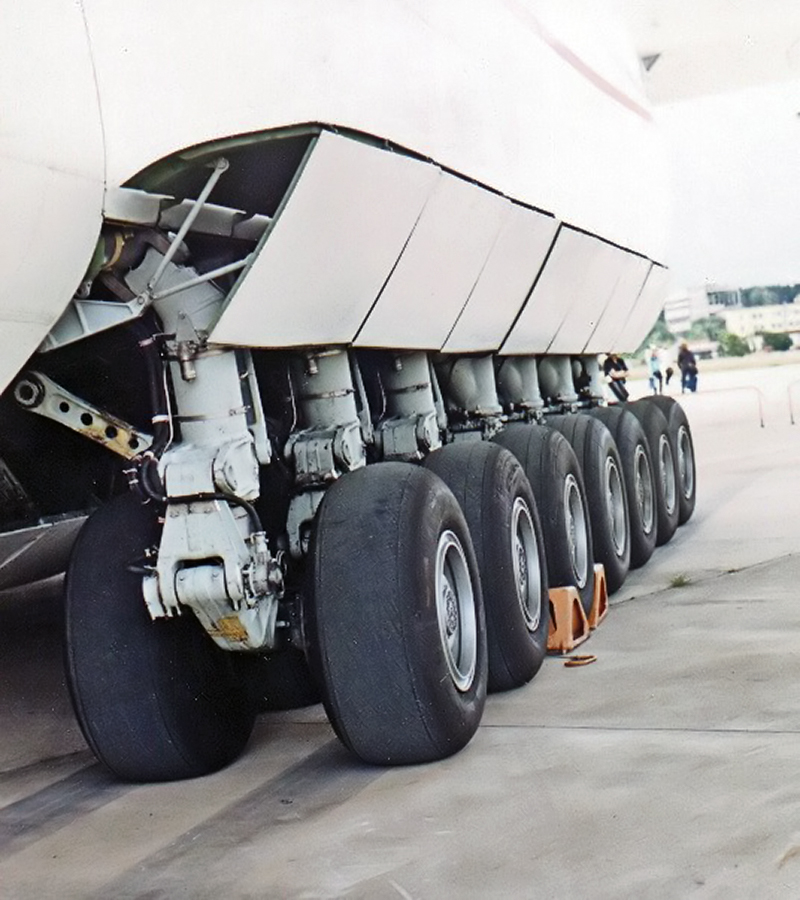
Il robusto carrello d'atterraggio tipo "tandem" dell'Antonov AN-225

Il carrello d'atterraggio è un sistema meccanico costituito da un telaio solitamente retrattile e montato su ruote che sorregge un velivolo quando non è in volo e che viene usato per le manovre di decollo e atterraggio e per quelle a terra.
Solitamente composto da ruote fissate ad ammortizzatori, può invece montare degli speciali sci per operazioni su superfici nevose o ghiacciate e galleggianti per operazioni su superfici d'acqua, come nel caso degli idrovolanti. Molti elicotteri invece utilizzano un sistema composto da pattini che permettono di toccare terra quasi ovunque, ma rendono difficile lo spostamento dell'elicottero quando non è in volo.

## Tipi di carrello

### Carrello fisso

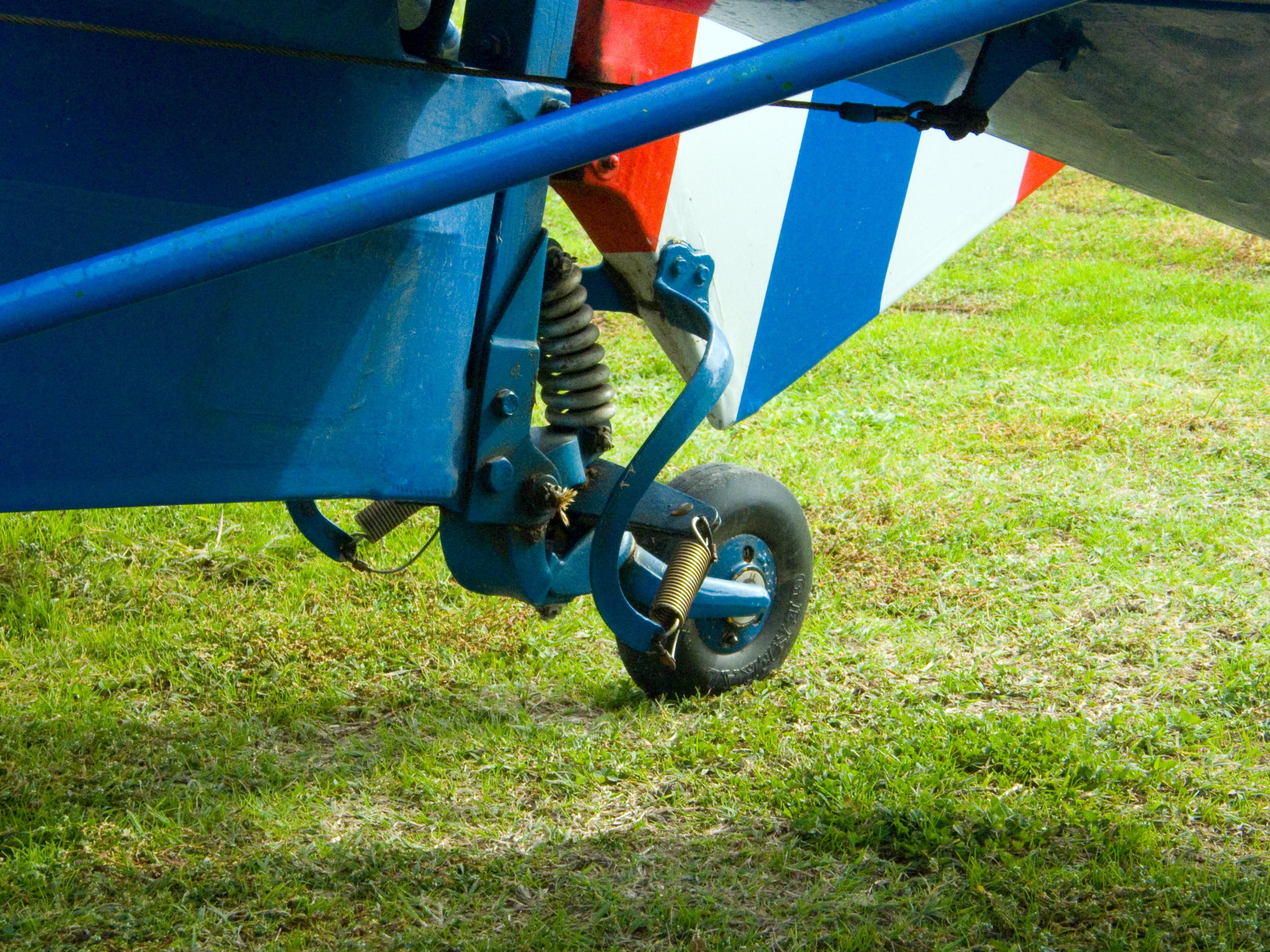
Dettaglio del ruotino direzionale di coda di un DH.82 Tiger Moth

Questo tipo di carrello è fissato sotto la fusoliera o le ali dell'aereo: genera molta resistenza aerodinamica ma risulta meno pesante e non richiede il livello di manutenzione necessario per i carrelli retrattili. Viene di solito utilizzato negli aerei di piccole dimensioni perché nella maggior parte dei casi i vantaggi in termini di prestazioni non giustificano il peso, i costi e la complessità maggiore. In questo modo però il pilota non deve preoccuparsi di eventuali guasti delle componenti idrauliche del sistema di retrazione/estrazione del carrello ed evita anche di essere saltato durante la checklist di atterraggio.

### Carrello retrattile

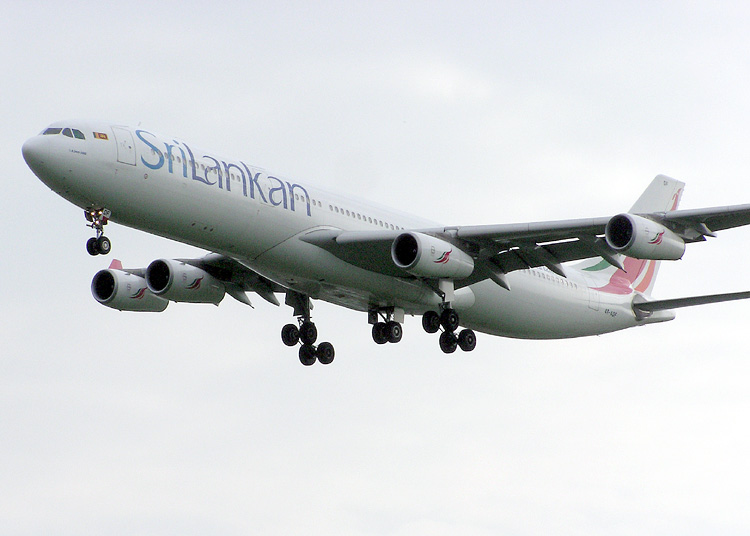
Carrello retrattile dell'Airbus A340. Si noti il terzo carrello al centro della fusoliera

Questo tipo di carrello viene retratto nella fusoliera o nelle ali dell'aereo (in apposite gondole negli elicotteri) e permette una notevole riduzione della resistenza aerodinamica generata da un carrello fisso.
I velivoli attuali, sia civili che militari, dispongono tutti di carrelli retrattili; le poche eccezioni sono rappresentate da piccoli velivoli utilizzati in Aviazione Generale.
Questa soluzione costruttiva ha un evidente vantaggio dal punto di vista aerodinamico in termini di consumi e di comfort (minori vibrazioni e rumore in volo), ma è anche quella che comporta una notevole complicazione costruttiva, dei costi alti di costruzione e di esercizio ed un costante impegno manutentivo.

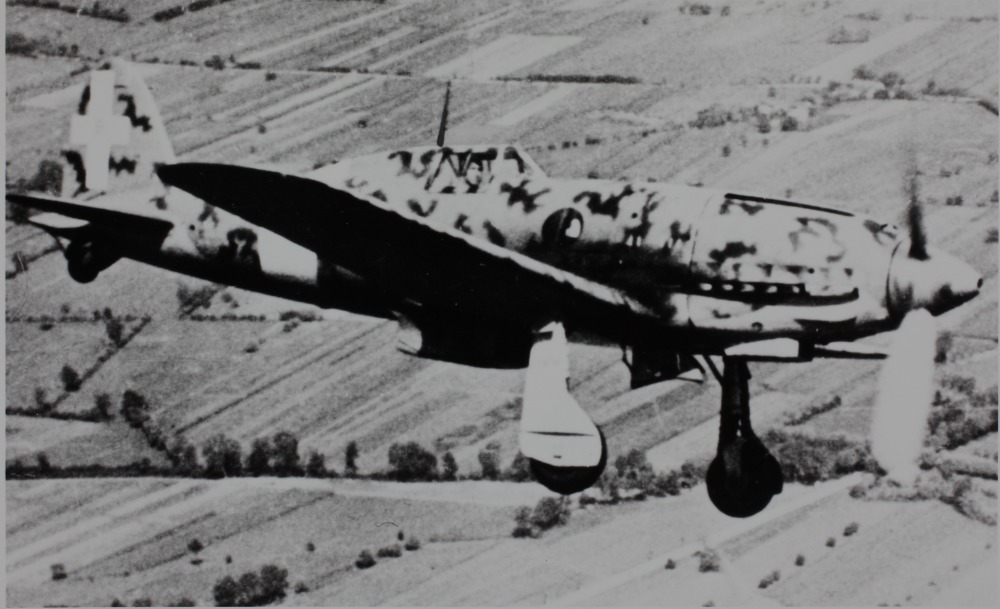
Un Macchi 202 con carrello esteso in fase di atterraggio

I primi elementari sistemi di retrazione non apparvero fino al 1917, ma fu solo tra la fine degli anni venti e i primi anni trenta che cominciarono a diffondersi. Le prestazioni migliorarono così tanto da giustificare la maggiore complessità e il peso aggiuntivo. Gli aerei che ne beneficiarono di più furono i caccia, tanto che allo scoppio della seconda guerra mondiale i modelli che non utilizzavano questo sistema erano obsoleti e venivano facilmente superati in velocità e prestazioni da quelli che lo utilizzavano.
In fase di manutenzione dell'aeromobile, per assicurare la staticità dei carrelli si usa bloccarli mediante un perno con attaccata una bandierina rossa o arancione riportante la scritta REMOVE BEFORE FLIGHT (rimuovere prima del volo), che ha il compito di ricordare al personale addetto alla manutenzione di rimuovere il perno prima del volo affinché il carrello possa retrarsi all'interno del vano senza ostacoli.
Solitamente sono previste ridondanze multiple per evitare che un singolo guasto comprometta l'intero processo di estensione del carrello. Se il carrello è ad azionamento elettrico o idraulico, solitamente può essere alimentato in diversi modi. In caso di guasto al sistema di alimentazione, è sempre disponibile un sistema di estensione di emergenza. Questo sistema può prendere la forma di una manovella, una pompa azionata manualmente, o un sistema meccanico di caduta libera che disinnesta i bloccaggi e consente la caduta del carrello di atterraggio a causa della gravità. Alcuni aeromobili ad alte prestazioni possono anche essere dotati di un sistema di backup ad azoto pressurizzato.

### Carrello biciclo

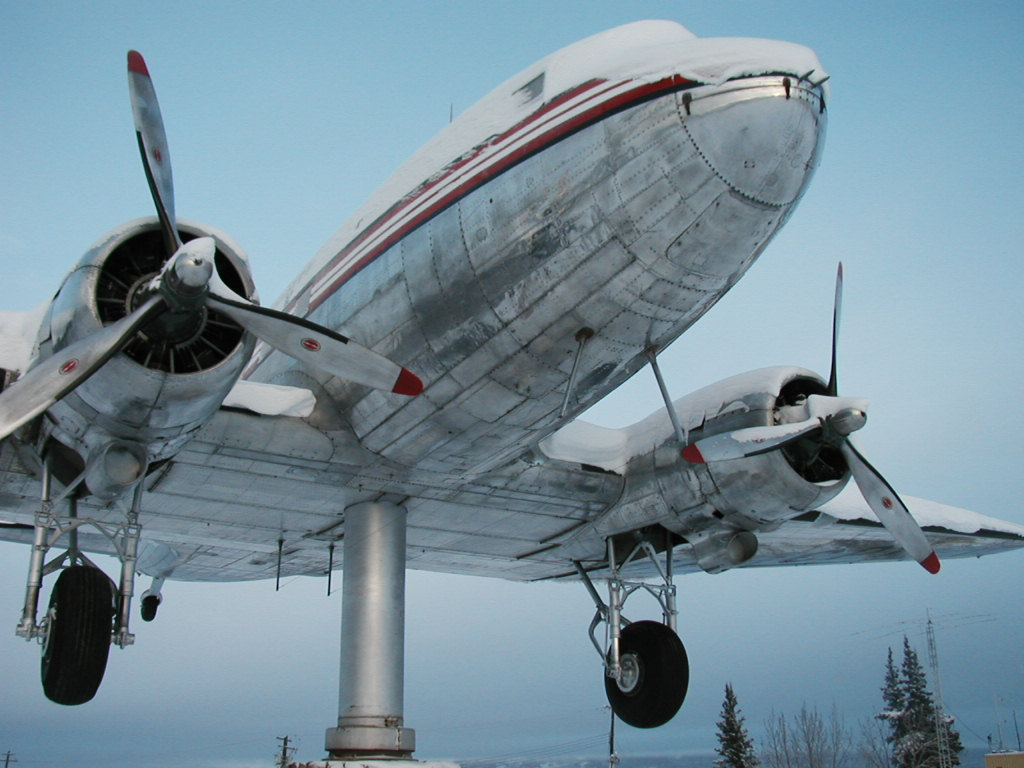
Il Douglas DC-3 disponeva di un carrello classico che veniva parzialmente retratto nelle gondole dei motori

È costituito da due sole ruote principali poste anteriormente sotto la fusoliera o sotto le ali, poco avanti al baricentro e da un ruotino di coda. I primi aerei utilizzavano un pattino d'atterraggio al posto del ruotino. Questo tipo di carrello, più propriamente indicato a livello tecnico come  triciclo posteriore o triciclo a ruotino posteriore, viene più spesso indicato come carrello convenzionale poiché montato sulla maggior parte dei primi modelli di aeroplano, ma la diffusione generale di superfici d'atterraggio asfaltate ha fatto sì che oggi giorno il tipo più diffuso sia ormai quello a triciclo.
Il vantaggio di questo tipo di carrello è che permette l'atterraggio e il decollo anche da piste semi-preparate o comunque non in condizioni ottimali: questo perché la ruota anteriore dei carrelli tricicli non è molto resistente, al contrario della robustezza dovuta al fatto di usare due sole ruote. Inoltre questo sistema tiene l'elica lontana da eventuali terreni accidentati. Un altro vantaggio è la minore resistenza sia al suolo che in aria di due ruote invece che tre.
L'assetto a cabrare che assumono gli aerei con carrello classico quando sono a terra comporta qualche difficoltà nella fase di rullaggio dovuta alla scarsa visibilità anteriore, anche se alcuni carrelli classici godono di una visibilità maggiore rispetto ad alcuni tricicli. Grazie a questo assetto però, la corsa di decollo necessaria è minore rispetto ai tricicli perché l'ala si trova già ad un angolo di attacco abbastanza alto.
La difficoltà maggiore però risiede nel fatto che il baricentro si trova dietro al carrello principale, e questo comporta alcuni problemi:
- negli spostamenti al suolo, se per una folata di vento o per qualunque motivo l'aereo inizia a girare, la forza centrifuga porta il baricentro verso l'esterno restringendo sempre di più il raggio di curvatura, con il rischio, a velocità elevate, di ribaltare l'aereo. Quindi questi aerei sono molto sensibili al vento laterale;
- in decollo l'aereo parte con il muso verso l'alto e prendendo velocità deve disporsi con assetto quasi allineato alla pista. L'effetto giroscopico del motore e dell'elica tende a fare girare l'aereo verso sinistra, il che, sommato alle difficoltà di controllo direzionali, rende difficile il decollo da piste strette;
- in atterraggio, se l'aereo tocca terra un po' bruscamente e a velocità elevata, a causa della posizione del baricentro la coda si abbassa, aumenta l'angolo di incidenza, e l'aereo riprende a volare, come se rimbalzasse. È quindi importante atterrare alla velocità minima di sostentamento, che corrisponde alla velocità alla quale l'aereo tocca terra con tutte e tre le ruote. Inoltre le frenate troppo brusche rischiano di far capovolgere l'aereo frontalmente.

Proprio per questo, pilotare un aereo con carrello biciclo è motivo di vanto per molti piloti, prova delle loro capacità e abilità in manovra; un atterraggio su tre punti ben eseguito è quindi indice di grande esperienza e precisione. Dalla fine della Seconda guerra mondiale le industrie produttrici hanno prodotto sempre meno aerei di questo tipo, e di conseguenza ci sono sempre meno piloti ed istruttori esperti. Questo tipo di carrello è anche considerato come un classico, più elegante esteticamente.

### Carrello triciclo

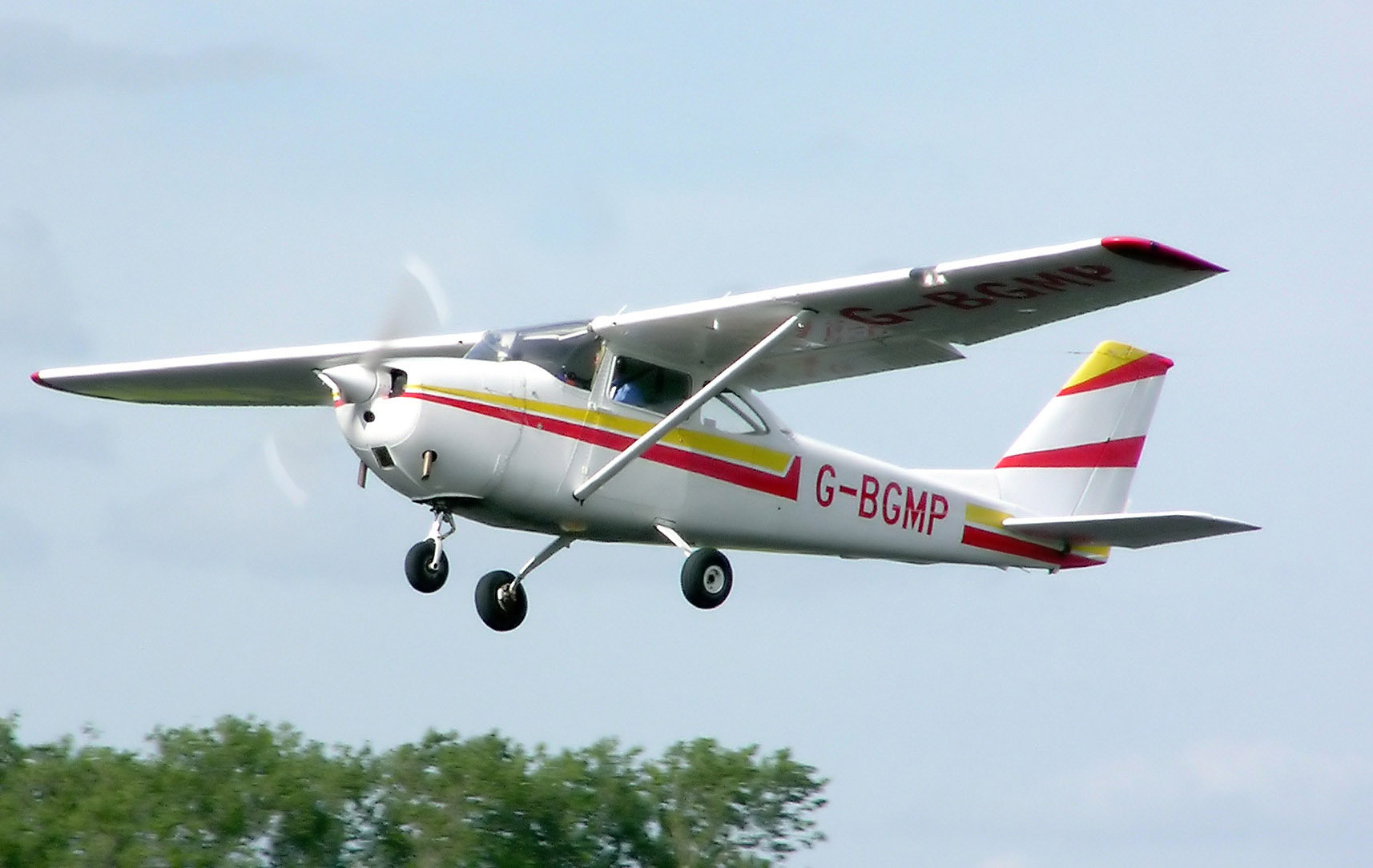
Carrello triciclo fisso di un Cessna 172

È costituito da una ruota anteriore posta di solito sotto il muso e da due o più ruote poste leggermente dietro il centro di massa dell'aereo, sotto la fusoliera o sotto le ali. In alcuni modelli il carrello anteriore è in grado di sterzare per facilitare il rullaggio e le operazioni a terra.
Con questo tipo di carrello è impossibile che l'aereo si cappotti, le manovre a terra sono più agevoli grazie alla maggiore visibilità e al ridotto effetto coppia e rende i velivoli un po' meno vulnerabili al vento di traverso. La posizione del baricentro rende molto più stabile l'aereo nei movimenti al suolo, perché tende a raddrizzare le curve troppo strette, e non permette che l'aereo rimbalzi all'atterraggio. La maggior parte dei modelli da trasporto di oggi sono dotati di carrello triciclo retrattile. I piccoli monomotori da turismo invece ne hanno uno fisso.
Gli aerei che atterrano con un alto angolo di attacco sono spesso dotati anche di un ruotino di coda per evitare che la coda tocchi la pista (tailstrike): il Concorde era dotato di uno retrattile.
Questo tipo di carrello era già usato in alcune delle prime macchine volanti, ma alcune fonti indicano Waldo Waterman come inventore del moderno carrello triciclo nel 1929.

### Carrello di tipo "tandem"
Costituito essenzialmente da due gambe, ognuna con una o più ruote, poste in linea lungo la fusoliera, come quelle della bicicletta. Tale configurazione è tipica degli alianti e dei piccoli motoalianti, ma anche di grandi velivoli militari come il B47 e il B52 Stratofortress. 
Non soffre di particolari problemi nelle manovre al suolo, ma aiuta invece a mantenere la direzione in decollo ed atterraggio, anche in presenza di vento trasversale. Questa configurazione viene usata soprattutto quando non sia possibile montare il carrello sulle ali per motivi di armamento o per non togliere spazio ai serbatoi di carburante, ma ha come vantaggio principale quello di permettere la realizzazione di ali ad alta flessibilità (per questo motivo questo tipo è montato anche sull'U2).

## Usi e modelli

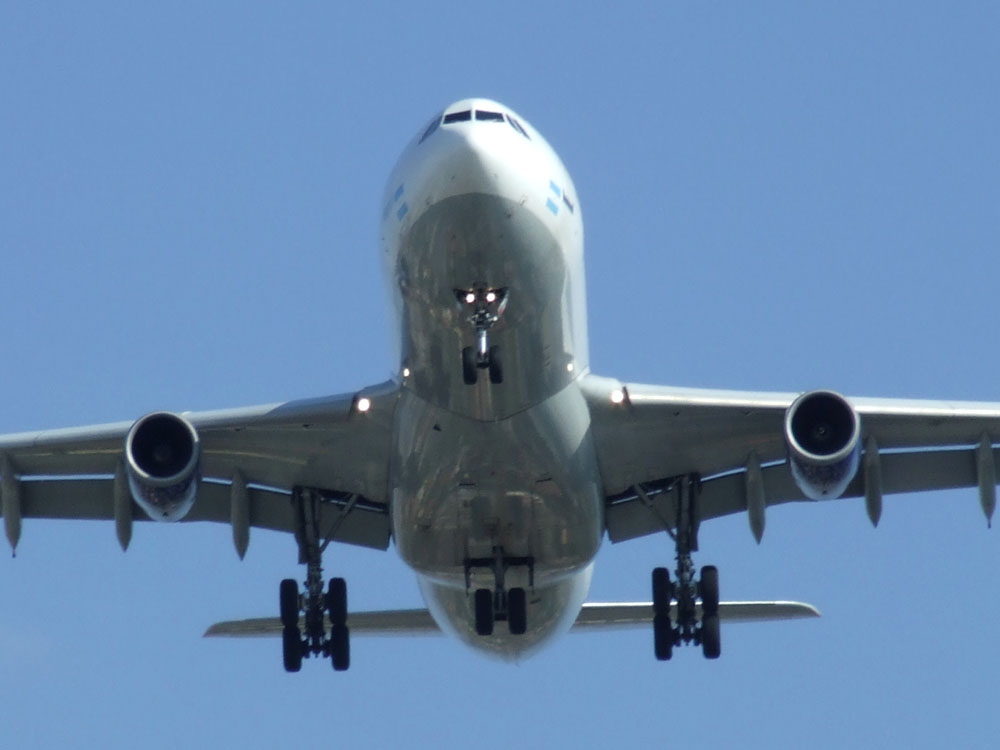
Carrelli estesi per l'atterraggio

Con l'aumentare delle dimensioni e della massa degli aerei, è stato necessario impiegare carrelli con un numero maggiore di ruote su cui distribuire il peso in modo da non eccedere il limite strutturale (indicato dall'LCN,  Load Classification Number) delle piste. L'Airbus A340 dispone di un terzo carrello posizionato al centro della fusoliera; il Boeing 747 invece dispone di cinque carrelli: uno sotto il muso e gli altri quattro, ognuno da quattro ruote, sotto la fusoliera e le ali.
Alcuni aerei invece utilizzano una sorta di carrello solo per decollare: appena in volo viene poi sganciato e l'atterraggio avviene grazie a pattini o sistemi simili. In questo modo possono risparmiare lo spazio, il peso e la complessità richiesti dal sistema di retrazione senza sacrificare le prestazioni con l'utilizzo di un carrello fisso. Esempi storici sono il Messerschmitt Me 163 Komet e il Messerschmitt Me 321.

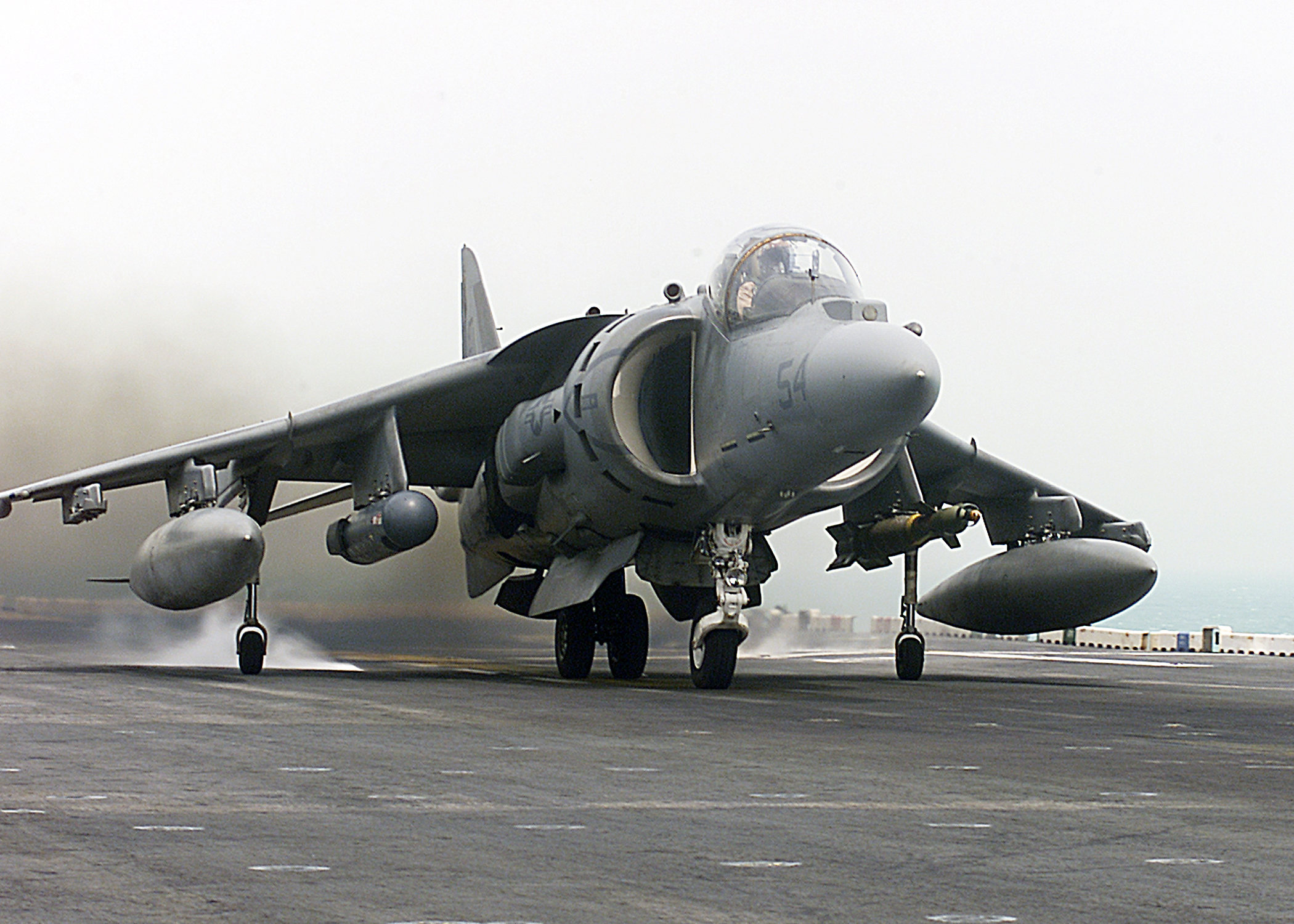
Un McDonnell Douglas AV-8B Harrier II

Un tipo di carrello meno usuale è quello dell'Hawker-Siddeley Harrier: dispone di due ruote principali nella parte centrale della fusoliera, una anteriore sotto il muso e di due ruotini più piccoli nelle estremità alari, spostati più internamente nelle ultime versioni. Una configurazione simile era usata anche in alcuni aerei degli anni cinquanta, come il Lockheed U-2, Myasishchev M-4, Yakovlev Yak-25, Yak-28 ed il Boeing B-47 Stratojet, perché permetteva di sfruttare meglio lo spazio nella fusoliera.
Una soluzione simile è stata adottata anche per il Boeing B-52 Stratofortress, che dispone dei quattro carrelli principali sotto la fusoliera e di due ruotini alle estremità alari; inoltre tutte le ruote sono in grado di sterzare, favorendo l'allineamento del carrello alla pista e facilitando l'atterraggio con vento traverso.
Simili sono anche i carrelli degli alianti, che prendono il nome di carrelli monotraccia.
I modelli degli aerei più veloci sono dotati di piccoli motori per portare le ruote alla velocità giusta nel momento in cui tocca terra.

## Componenti[3]
Dall'esame delle operazioni è evidente come i compiti del carrello sono molteplici; esso deve infatti consentire:
- 1 stazionamento del velivolo a terra;
- 2 spostamenti del velivolo a terra;
- 3 corsa di decollo;
- 4 atterraggio.

Dall'esame di queste funzioni derivano alcuni condizionamenti ed indicazioni sul progetto per cui alcuni elementi risultano essenziali, stante la tecnologia presente. Così il progetto del sistema carrello per un determinato velivolo richiede sia componenti ad hoc, che l'impiego di componenti standardizzati, con maggiore o minore importanza dei due a seconda del tipo di velivolo e dell'impiego.
Le principali componenti standard sono:
- gambe;
- organi e cinematismi di estrazione/retrazione;
- ammortizzatore;
- freno;
- ruota;
- pneumatico.

Infatti:
- Per la funzione 1 occorre avere un minimo di tre punti di contatti col terreno e risulta necessaria la presenza di gambe che sollevino il velivolo ed elementi che permettano isolamento delle gambe stesse e attrito per il frenaggio di stazionamento, le più comuni sono le ruote gommate e i freni spesso con un meccanismo di lunga attuazione (parking brake).
- Per la funzione 2 si richiede capacità di movimento e di manovra e quindi rende indispensabili, oltre alle gambe, la funzione di sterzo con ruote mobili e la frenata quindi ancora i freni e gli pneumatici. Il carrello dovrà assicurare stabilità sia in condizioni statiche, sia durante il movimento del velivolo; quindi deve essere in grado di assorbire le asperità del terreno senza trasmettere eccessive forze sia per limitare i carichi strutturali, sia per migliorare il comfort di eventuali passeggeri, si aggiungono quindi gli ammortizzatori.
- Per la funzione 3 è necessaria la capacità di variare in maniera controllata l'angolo di incidenza del velivolo fino al raggiungimento dei valori di portanza necessari al decollo; quindi la configurazione geometrica deve essere tale da poter raggiungere l'angolo di assetto voluto senza interferenza del velivolo col terreno. In più durante la corsa si devono assicurare le specifiche della funzione 2  (rullaggio)  in maniera più marcata (anche in caso di aborto), sono di nuovo coinvolti sterzo, ruote e freni.
- Per la funzione 4 è richiesta infine la capacità da parte degli organi di atterraggio di assorbire l'energia cinetica posseduta dal velivolo al momento del suo contatto col suolo. Questo avviene praticamente in due fasi: in una prima fase viene assorbita e dissipata l'energia cinetica (ammortizzatori e gambe), in una seconda fase si procede allo smaltimento dell'energia cinetica assicurando la traiettoria rettilinea in pista (freni e sterzo).

Per adempiere a quest'ultimo scopo il carrello necessita di organi in grado di compiere un grosso lavoro dissipativo e di assorbire quantità notevoli di energia in corse sufficientemente limitate, cosicché le specifiche introdotte dalla capacità di consentire l'atterraggio sono solitamente le più gravose, e le dimensioni che devono assumere i carrelli per poterne sopportare i carichi sono tali da renderli spesso ingombranti. Ciò comporta un notevole aumento del coefficiente di resistenza del velivolo per cui diventa necessario un sistema di retrazione del carrello nell'interno del velivolo durante il volo.

### Gambe
Le gambe sono la parte strutturale portante del carrello. Dai modelli rigidi in pezzo unico degli esordi si è passati a quelli in più componenti sia a slittamento assiale (una parte entra all'interno dell'altra) sia 'a ginocchio', sia infine con entrambi i sistemi. Nei mezzi più pesanti assumono la configurazione di un vero e proprio sistema gamba, in cui più leve minori sono connesse con giunti snodabili al tronco principale. Per il numero e la posizione di queste si vedano i paragrafi dedicati, si ripete qui solamente che, tolti i velivoli al traino (notamente gli alianti) che ne possono avere anche solo una, il numero minimo (e quindi solitamente quello scelto per semplicità e leggerezza) di gambe è tre per ovvie ragioni di stabilità.
I materiali con cui sono prodotte variano in base al peso e all'impiego del velivolo. Dall'acciaio che assicura forza ma ad un peso elevati si è arrivati al 'Titanio 6-4' (Ti 6Al 4V) che da solo rappresenta quasi il 60% del volume di produzione. Negli anni più recenti poi, le leghe di titanio 'Ti 10-2-3' (Ti 10V 2Fe 2Al) e 'Ti 5-5-5-3' (Ti 5 Va 5Mo 5Al 3Cr) hanno trovato sempre più applicazione, soprattutto nei carrelli dei più grandi velivoli wide-body. Nuovi materiali sono stati introdotti anche nel settore dell'acciaio, come l'AerMet100 e l'AF1410 che hanno parzialmente sostituito il 300M e il 4340.

### Ammortizzatori[5]
Gli ammortizzatori costituiscono il componente principale del carrello ed hanno la funzione di assorbire energia durante la loro deformazione, restituendone solo una parte e dissipando il resto.
Esistono ammortizzatori che sfruttano principi diversi: molle metalliche elastiche assiali o flessionali, molle e organi d'attrito, molle liquide, tamponi in gomma, sistemi pneumatici, ecc.; l'ammortizzatore oleopneumatico è quello più diffuso, soprattutto nei velivoli di grandi dimensioni, visto il miglior rendimento ottenibile a parità di peso.
In un ammortizzatore oleopneumatico coesistono una camera nella quale viene compresso del gas e due camere separate da orifizi attraverso i quali viene trafilato dell'olio.
- L'elemento gassoso dell'ammortizzatore accumula energia ed è in grado di restituirne la maggior parte (tutta quella che non viene dispersa in calore); le forze legate alla compressione del gas dipendono dalle variazioni di lunghezza dell'accumulatore.
- L'elemento oleodinamico dell'ammortizzatore crea invece forze dissipative legate alla velocità di deformazione dell'accumulatore.

Schematicamente si può considerare l'ammortizzatore come un cilindro con pistone mobile, sul cui stelo si trova la ruota; nel cilindro si trova il liquido che, in condizioni statiche, è in equilibrio di pressione con un accumulatore a gas; durante il movimento del pistone il liquido scorre attraverso una strozzatura e la pressione sul pistone è somma di quella statica dell'accumulatore e quella dinamica dovuta alla perdita di carico.

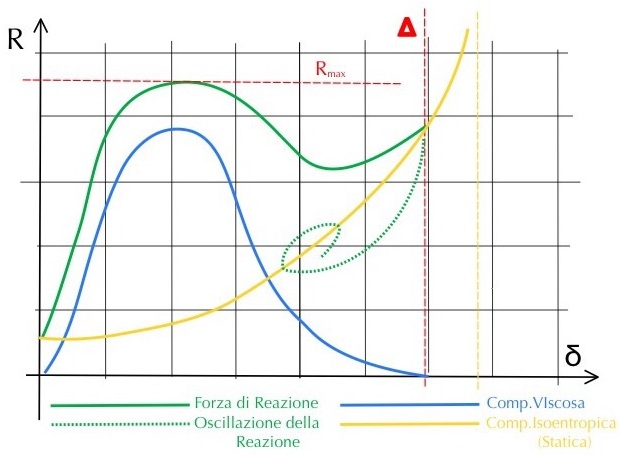
Forza di reazione di un ammortizzatore oleopneumatico.

La componente statica segue un'adiabatica ed è la curva a concavità verso l'alto (nel diagramma è la linea gialla)  in funzione di {\displaystyle \delta }  ossia lo schiacciamento dell'ammortizzatore, con asintoto per {\displaystyle \delta ={\frac {V_{0}}{A}}} (avvicinandosi alla massima compressione il gas rende teoricamente una reazione infinita). La componente viscosa (colore celeste) ha un andamento legato a quello della derivata prima {\displaystyle {\frac {d{\delta }}{dt}}}, che approssimativamente è una curva a campana con valori nulli per schiacciamenti nullo e massimo. La sovrapposizione dei due effetti risulta nella curva somma delle altre due (colore verde). Raggiunto lo schiacciamento massimo, inizia il ritorno verso la posizione di equilibrio statico, cui giunge con poche oscillazioni.
La componente viscosa, come si può notare, è elevata e contribuisce in modo sostanziale non solo a smorzare il moto oscillatorio del velivolo dovuto alla reazione elastica del gas, ma anche a ridurre la corsa.
Come già detto, le condizioni di carico più gravose per il carrello sono all'atterraggio.

Il lavoro L compiuto dagli organi del carrello è espresso da una funzione del tipo:
{\displaystyle L=\int _{0}^{\Delta }Rd{\delta }}
dove {\displaystyle R} è la reazione al terreno, {\displaystyle \delta } la corsa e {\displaystyle \Delta } la corsa massima.
Tale legge ha validità generale e la forza avrà un andamento che dipende dall'elemento impiegato nel carrello per assorbire l'energia: con un elemento perfettamente elastico non precaricato si avrebbe {\displaystyle R=k\delta }, se precaricato {\displaystyle R=R_{0}+k\delta }; con un elemento perfettamente rigido-plastico{\displaystyle R=cost.} Con un elemento oleopneumatico l'andamento della reazione {\displaystyle R} in funzione di {\displaystyle \delta } è rappresentato nel grafico.

In ogni caso si può esprimere il lavoro {\displaystyle L} anche con un'espressione del tipo:
{\displaystyle L=\eta {R_{MAX}}\Delta }
dove {\displaystyle R_{MAX}} è la reazione massima raggiunta, quindi:
{\displaystyle \eta ={\frac {L}{R_{MAX}\Delta }}} rappresenta il rendimento dell'ammortizzatore: questo è pari a 0,5 per un elemento elastico, è inferiore a 0,5 per elementi pneumatici, è superiore a 0,5 per elementi in gomma e per elementi elastici precaricati; può arrivare a valori di 0,9 ÷ 0,95 con ammortizzatori oleopneumatici.

### Ruote
Il progetto della ruota del velivolo è legato alla necessità di contenere il freno e di montare lo pneumatico, assicurando sempre il minor volume e il minor peso possibile. A causa delle dimensioni e della rigidezza degli pneumatici attuali, la ruota è fatta da due metà imbullonate assieme realizzate in genere con leghe d'alluminio o di magnesio.
Talvolta è dotata di spine termosensibili che, nel caso la temperatura locale raggiunga un valore limite, provocano la riduzione della pressione dello pneumatico. Sono previsti inoltre dei rivestimenti isolanti per evitare che il calore dei freni si propaghi agli pneumatici.
Il numero di ruote per gamba e la loro disposizione varia in base a variabili quali il peso e la portanza del velivolo, il tipo di piste usato, l'impiego su queste piste.

### Pneumatici
Gli pneumatici aeronautici devono essere in grado di sopportare carichi dinamici molto elevati; all'effetto schiacciamento-distensione dovuto al peso dell'aereo e al rotolamento, soprattutto durante la corsa di decollo e di atterraggio, si somma in quest'ultima fase la deformazione dello pneumatico che interviene in serie con quella dell'ammortizzatore al contatto. Perfino durante il più tranquillo rullaggio l'ammortizzatore ha un comportamento talmente rigido da affidare al solo pneumatico la funzione di assorbimento delle asperità del terreno. Gli pneumatici aeronautici sono inoltre ovviamente sottoposti ad un'usura elevata, in parte dovuta allo spin-up durante il contatto a terra ed in parte dovuta alle frenate.
Ne consegue che rispetto ai più noti pneumatici automobilistici radiali gli pneumatici impiegati nei carrelli hanno: livelli di pressione adottata differenti, una rigidezza del tallone di tenuta molto maggiore, una scolpitura del battistrada più semplice ed uno spessore maggiore.
Lo pneumatico è costituito fondamentalmente di due parti: la carcassa ed il battistrada.
La carcassa è formata di diversi strati di filo di nylon gommato, dette tele, il cui numero dipende dal carico da sopportare. Queste sono ancorate a dei cavetti di acciaio che formano i cosiddetti talloni, il cui compito è quello di dare rigidità alla carcassa e farla aderire al cerchione. La carcassa è ricoperta da uno strato di gomma di spessore variabile, denominato battistrada, dotato di una serie di scanalature per consentire l'aderenza anche su superficie bagnata riducendo il fenomeno dell'hydroplanning.
La corretta pressione di gonfiaggio è fondamentale:
• Un difetto di pressione può indurre una usura irregolare e delle sollecitazioni anomale su tutta la struttura per riscaldamento eccessivo.
• Un eccesso di pressione riduce l'aderenza alla pista, rende il battistrada più vulnerabile ai danni e riduce l'elasticità della carcassa, rendendola vulnerabile.I talloni, per l'accoppiamento con la ruota, contengono anelli metallici di rinforzo attorno cui si ancorano le fibre della carcassa (cord body) che consiste in un multistrato di fibre di nylon, distese lungo diverse direzioni, annegate nella gomma.
Come già detto le sue funzioni principali sono di coadiuvare gli ammortizzatori nello smorzamento dei carichi verticali e di assicurare l'attrito necessario alla frenata e alla tenuta laterale.
La forza normale Nm che si genera al contatto tra pneumatico e suolo è data dal prodotto della pressione {\displaystyle p} per l'area di contatto {\displaystyle A}:
{\displaystyle N_{m}=pA}
La forza frenante è data della coppia generata dai ferodi dei freni sulla ruota ma è comunque applicata in base all'aderenza col suolo. Se ora definiamo come coefficiente d’attrito il rapporto tra la forza tangenziale e quella normale di una ruota trascinata e frenata, si dimostra che tale coefficiente dipende da una serie di fattori: materiale e condizioni dello pneumatico, materiale e condizioni della pista, strisciamento longitudinale e velocità. 
Si definisce allora il coefficiente di strisciamento {\displaystyle k}, che misura quanto strisci o ruoti lo pneumatico, e che è dato dal rapporto tra la velocità di strisciamento {\displaystyle v_{sl}} e quella del velivolo {\displaystyle v}:

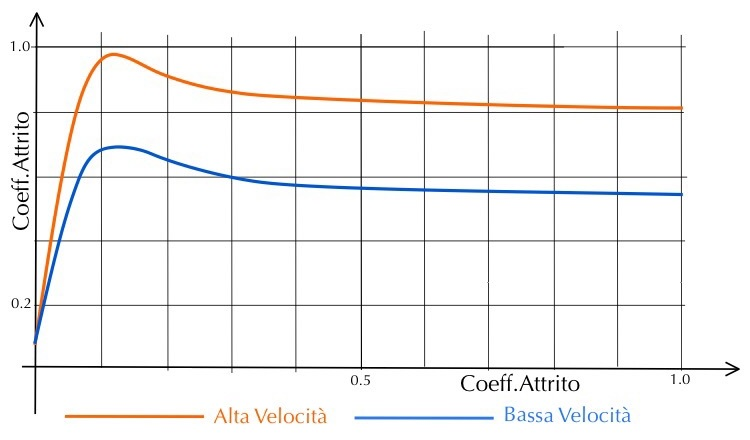
Attrito frenante in funzione del coefficiente d'attrito

{\displaystyle k={\frac {v_{sl}}{v}}={\frac {{v}-{\omega {R_{r}}}}{v}}}
La {\displaystyle v_{sl}} al numeratore, essendo la velocità rispetto al suolo di un punto di contatto della ruota con la pista è data dalla velocità della ruota (cioè di tutto il velivolo) rispetto al suolo sottratta la velocità tangenziale del punto sullo pneumatico rispetto al mozzo della ruota; quest'ultima è data dalla velocità angolare {\displaystyle \omega } moltiplicata per il raggio dal mozzo al battistrada {\displaystyle R_{r}}(raggio di rotolamento).

Chiaramente la forza tangenziale (che dipende dal coefficiente k) è nulla quando non si ha strisciamento, ovvero quando la ruota è completamente libera. All'aumentare dell'azione frenante, cresce lo strisciamento e con esso il rapporto tra la forza tangenziale e quella normale; questo rapporto trova un massimo per un valore del coefficiente di strisciamento attorno al 10%, dopodiché la perdita di aderenza porta ad una riduzione del rapporto. Anche al crescere della velocità si riduce il rapporto tra le due forze. La frenata ottimale è quindi ottenuta permettendo allo pneumatico di strisciare leggermente sull'asfalto.
Il coefficiente d'attrito massimo per uno pneumatico in buone condizioni su pista di cemento asciutto può arrivare tra 0,8 e 1, scendendo tra 0,6 e 0,8 sul bagnato e tra 0,1 e 0,2 su ghiaccio. Il coefficiente d'attrito volvente, dovuto all'isteresi del materiale dello pneumatico, è del tutto trascurabile, aggirandosi tra 0,008 e 0,02.

### Freni
Il peso del velivolo e la sua velocità di atterraggio condizionano la tecnologia impiegata per l'impianto freni, che unitamente all'impianto di inversione spinta (reverse), spoilers di terra ecc., ha il compito di assorbire l'energia cinetica del velivolo dopo l'atterraggio o durante un decollo interrotto.
L'impianto è costituito da vari componenti, tra questi i seguenti non si trovano nel carrello:
- Pedaliera con cui i piloti danno il comando
- Circuito idraulico di alimentazione(questo è in parte contenuto nel carrello)
- Valvole di alimentazione idraulica ed accumulatore di emergenza

Mentre nel carrello si trovano i seguenti componenti:
- Doppia serie di pistoncini di attuazione, per ridondanza
- Ceppo freno
- Valvole antislittamento
- Circuito di ritorno al serbatoio idraulico

La componente che attivamente opera l'azione frenante risulta essere il ceppo freno che, a seconda delle caratteristiche del velivolo, può essere realizzato in vari modi: freni a ganascia, a disco singolo e multi disco.
Nella pratica i freni utilizzati sono a disco singolo per velivoli piccoli e lenti e freni multi-disco per quelli grandi e veloci.
L'azione frenante è in genere realizzata mediante pressione fornita dall'impianto idraulico che, nei velivoli leggeri, è fornita e modulata dall'azione esercitata dal pilota sul fluido tramite una pompa collegata al pedale del freno, mentre, quando il velivolo è pesante e lo sforzo sarebbe troppo grande, la servo-pressione è fornita dall'impianto idraulico tramite apposite valvole dette metering valves.
Per motivi di sicurezza il sistema di alimentazione idraulica è in genere doppio e (sistema principale e alternato) si dispone anche di accumulatori idraulici per permetterne il funzionamento anche in casi estremi.
Il compito dei ceppi freno è quello di convertire l'energia cinetica in calore e poi smaltire il calore stesso (alcuni velivoli dispongono di ventilatori di raffreddamento). Durante la frenata l'azione deve essere modulata, per evitare che lo pneumatico si blocchi, con conseguente riduzione dell'azione frenante e danneggiamento del battistrada.
Per questo motivo, nei velivoli moderni, in particolare quelli di grandi dimensioni, il rallentamento viene ottenuto combinando l'azione dell'inversione spinta dei motori, dei comandi di volo e l'azione dei freni, sui quali si aggiunge la modulazione di un sistema antislittamento (antiskid).

#### Anti-skid
Per massimizzare l'efficacia nella frenata è necessario evitare il bloccaggio delle ruote affinché il contatto tra battistrada e suolo rimanga nel campo d'attrito statico; questo in carrelli con molte ruote non può essere controllato da parte del pilota in caso di frenata intensa.
Il problema viene risolto con dispositivi anti-slittamento automatici in grado di controllare il livello di pressione esercitato sui singoli freni. Fino a qualche anno fa in questi dispositivi veniva confrontata con un segnale di riferimento la velocità angolare della ruota ricavata da una dinamo o un generatore di impulsi calettato sulla ruota stessa: quando la decelerazione angolare superava la soglia, un'elettrovalvola riduceva la pressione idraulica dell'impianto freni ad un livello poco inferiore a quello che aveva causato il segnale di bloccaggio; quindi la pressione veniva aumentata gradualmente fino a quando il segnale di bloccaggio non veniva ancora generato, e così via. Si otteneva la tipica fluttuazione continua.
Mentre i sistemi anti-skid di una volta erano analogici, attualmente sono digitali, con un controllo molto fine del segnale di bloccaggio e fluttuazioni di pressione più contenute, il risultato sono spazi di frenata più brevi. I sistemi attuali riescono addirittura a tenere la ruota ad un certo livello di scivolamento ottimale. Essi confrontano il segnale di velocità angolare campionato con un segnale di velocità calcolata del velivolo ottenuta con sistemi inerziali o satellitari, potendo così valutare lo slittamento; quando questo supera un certo livello, viene rilassata la pressione nell'impianto in modo proporzionale all'intensità dello slittamento, e il ripristino tiene conto del livello di slittamento precedentemente ottenuto così da non raggiungerlo nuovamente e evitando così la fluttuazione sopracitata.
Il sistema anti-bloccaggio permette l'impiego di dispositivi di frenatura automatica (auto-braking).

#### Autobrake
Quando il controllo del rullaggio è impostato su autobraking, il pilota non deve premere sui pedali per frenare perché la manovra viene effettuata automaticamente. Con il sistema armato in modalità d'atterraggio, i freni vengono attivati quando il velivolo tocca il suolo, oppure dopo l'estensione degli aerofreni, generando un'intensità di frenata costante pre-impostata dal pilota. Con il sistema armato in modalità di decollo, un'operazione tipica del decollo abortito (estensione aerofreni, riduzione al minimo delle manette-motore, inserimento inversori di spinta) attiva alla massima intensità l'autobraking.
In tutti i casi il pilota può disattivare l'autobraking premendo i pedali oltre un'escursione definita o disattivando un interruttore dedicato.